# Weinmannia ibaguensis
Weinmannia ibaguensis är en tvåhjärtbladig växtart som beskrevs av José Cuatrecasas. Weinmannia ibaguensis ingår i släktet Weinmannia och familjen Cunoniaceae. Inga underarter finns listade i Catalogue of Life.